# Emily Kinney
Emily Rebecca Kinney (Wayne, 15 agosto 1985) è un'attrice e cantautrice statunitense.

## Biografia
Nata a Wayne, in Nebraska, nel 1985, studiò per un semestre nella New York University, conseguendo tuttavia il diploma a Lincoln nel 2006, in arte teatrale. Successivamente ha intrapreso la carriera di attrice lavorando a Broadway.
È conosciuta principalmente per il ruolo della giovane Beth Greene, personaggio principale appartenente alla serie televisiva horror di successo The Walking Dead, prodotta dall'emittente AMC. Sebbene nel 2011, anno in cui le venne affidato il ruolo, avesse 26 anni, dovette recitare nei panni di una sedicenne. Dopo due anni, la Kinney ottenne la promozione, entrando così a far parte del cast principale della serie. Terminò l'incarico nel 2014, anche se fece un'ultima apparizione nel nono episodio della quinta stagione, il quale venne trasmesso negli Stati Uniti d'America l'8 febbraio 2015.
Dopo ciò, si focalizzò principalmente nello svolgere ruoli marginali in note serie televisive: The Good Wife, The Following e Forever; nel 2015 si occupò invece di recitazione ricorrente per Masters of Sex e The Knick.
Agli inizi del 2016, precisamente il 12 febbraio, è stato ufficialmente reso noto che l'attrice farà parte del cast principale di una nuova serie televisiva prodotta da ABC, Conviction, il cui inizio è avvenuto nell'ottobre dello stesso anno. In essa, Kinney veste i panni di Tess Thompson, una brillante paralegale che si distingue subito per le sue indubbie capacità lavorative ma che alterna momenti di incertezza dovuti soprattutto alla sua ingenuità.

## Filmografia

### Cinema
- È complicato (It's Complicated), regia di Nancy Meyers (2009)
- Concussion, regia di Stacie Passon (2013)
- The Enormity of Life, regia di Eric Swinderman (2021)
- Santa Bootcamp, regia di Melissa Joan Hart (2022)

### Televisione
- Hot for Teacher, regia di David Stott – film TV (2007)
- The Gamekillers – serie TV (2007)
- Law & Order: Criminal Intent – serie TV, episodio 7x12 (2008)
- The Unusuals - I soliti sospetti (The Unusuals) – serie TV, episodio 1x09 (2009)
- The Good Wife – serie TV, episodio 2x07 (2010)
- The Big C – serie TV, episodi 2x02-2x03-2x04 (2011)
- The Walking Dead – serie TV, 38 episodi (2011-2018)
- Law & Order - Unità vittime speciali (Law & Order: Special Victims Unit) – serie TV, episodio 13x15 (2012)
- The Following – serie TV, episodio 2x10 (2014)
- Forever – serie TV, episodio 1x16 (2015)
- The Flash – serie TV, 2 episodi (2015-2019)
- Masters of Sex – serie TV, 4 episodi (2015)
- The Knick – serie TV, episodi 2x04-2x05-2x07 (2015)
- Amore in panchina (Love on the Sidelines), regia di Terry Ingram – film TV (2015)
- Arrow – serie TV, episodio 4x17 (2016)
- Conviction – serie TV, 13 episodi (2016-2017)
- Ten Days in the Valley – serie TV, 5 episodi (2017)
- Messiah – serie TV, 5 episodi (2020)
- Sherman's Showcase – serie TV, episodio 2x07 (2022)
- Alert – serie TV, episodio 1x07 (2023)

### Cortometraggi
- Aunt Tigress, regia di Wei Ling Chang (2007)

### Videoclip musicali
- Bulletproof Picasso dei Train, regia di Mel Soria e Brendan Walter (2015)

## Discografia

### EP
- 2011 – Blue Toothbrush
- 2013 – Expired Love

### Album
- 2015 – This is War

## Doppiatrici italiane
Nelle versioni in italiano delle opere in cui ha recitato, Emily Kinney è stata doppiata da:
- Veronica Puccio in The Walking Dead, Conviction
- Erica Necci in The Flash, Arrow
- Tiziana Martello in Law & Order: Criminal Intent
- Francesca Manicone in Law & Order - Unità vittime speciali
- Elena Perino in The Following
- Valentina Favazza in Forever
- Chiara Gioncardi in Amore in panchina